# Osmanthus fragrans
L'osmanto odoroso (Osmanthus fragrans Lour., 1790) è un arbusto sempreverde della famiglia delle Oleaceae. La specie è nativa dell'Asia, dove è diffusa dall'Himalaya attraverso la Cina meridionale (Guizhou, Sichuan e Yunnan) fino a Taiwan, alla parte meridionale del Giappone e al sudest asiatico fino alla Cambogia e alla Thailandia.

## Descrizione
È un arbusto sempreverde che può raggiungere un'altezza di 3-12 metri, e quindi assimilabile a un piccolo albero.
Ha foglie di colore verde scuro dalla forma oblunga, lunghe da 7 a 15 cm e larghe da 2,5 a 5 cm, con bordo continuo o finemente seghettato.
I fiori sono piccoli, lunghi circa 1 cm e di colore che va dal bianco, al giallo pallido o arancio; sono di forma tubolare con corolla a quattro lobi di 5 mm di diametro, molto profumati, e sbocciano tra la fine dell'estate e l'inizio dell'autunno. Il loro profumo ricorda quello della Magnolia grandiflora, della gardenia,  della fresia e del limone.
Il frutto è una drupa lunga 10–15 mm che contiene un singolo seme dal guscio duro; il colore è da rosso purpureo fino al blu nerastro. I frutti maturano nella primavera successiva alla fioritura.

## Distribuzione e habitat
Specie originaria della Cina e del Giappone.

Vive bene con temperature miti e non tollera il freddo intenso per periodi prolungati. Pur necessitando di una buona aerazione, teme i venti freddi.
È una pianta tipica nei giardini delle ville storiche dei laghi lombardi.
Vittorio Sereni, nato sul lago Maggiore, nella poesia Settembre così, sinteticamente, col sinonimo di  Olea fragrans, descrive il profumo di questa pianta e l'atmosfera che crea, fiorendo verso la fine dell'estate:

## Coltivazione
Viene coltivato come pianta ornamentale nei giardini dell'Asia orientale, Europa e Nord America soprattutto per la sua piacevole fragranza che ricorda il profumo pesca o albicocca matura.
Predilige terreni acidi e un po' sabbiosi, mai impregnati di acqua, causa di umidità e marciume.
Deve preferibilmente essere esposto in posizioni soleggiate, in quanto in zone d'ombra la fioritura ne può risentire.
Deve essere annaffiato regolarmente, ma con quantitativi non eccessivi.